# Сатра-Юрт
Сатра-Юрт (баш. Сатрайорт) — упразднённый хутор в Макаровском районе Башкирской АССР (ныне Ишимбайский район Республики Башкортостан). Входил в Кулгунинский сельсовет.

## История
Упоминается в документе 1864 года «Ведомость О кочевках 2-го Верхнеуральского кантона башкир». Сатра-Юрт входила в АТЕ Карагай-Кипчакская волость. О ней написано следующее: «Кочевка эта существует с давнего времени (примерно лет 200) в вершине ключа Саваняк, занимает пространства на 3 версты лесной и гористой местности. Кочуют на ней с 1 по 11
июня».
Как пишет Бухарова Г. Х., топоним Сатра-Юрт включает слово йорт, типичное для названия местностей, поселений, восходящих к древним башкирским оседлым стоянкам «йорт». По утверждению Дж. Г. Киекбаева, «юрты были древними стоянками горных башкирских племен. Они встречаются только в горно-лесных районах Башкирии и были местами убежища башкир во время набегов и нашествий».

## Географическое положение
Расстояние до:
- районного центра (Петровское): 56 км,
- центра сельсовета (Кулгунино): 13 км,
- ближайшей ж/д станции (Стерлитамак): 91 км